# Divines
Divines es el nombre de una película Francesa-catarí, dirigida por Houda Benyamina en 2016. Se proyectó en la sección en el Festival de Cannes de 2016 y también fue una selección oficial del prestigioso Festival Internacional de Cine de Toronto. Fue estrenada por Netflix en todo el mundo (excepto en Francia) el 18 de noviembre de 2016.

## Sinopsis
Dos amigas adolescentes de los suburbios de París, ambas muy espabiladas, están decididas a hacerse ricas o morir en el intento. Su plan es seguir los pasos de una famosa traficante de drogas del barrio, un lugar marcado por el narcotráfico y el islamismo. Dounia tiene sed de poder y de éxito. Ayudada por Maimuna, su mejor amiga, decide así seguir los pasos de Rebecca, una mujer respetada incluso a pesar de dedicarse a traficar. Pero su encuentro con Djiui, un joven bailarín, abrirá la posibilidad de atisbar un nuevo tipo de vida en su futuro.

## Reparto
- Oulaya Amamra como Dounia
- Déborah Lukumuena como Maimouna
- Kévin Mischel como Djigui
- Jisca Kalvanda como Rebecca
- Yasin Houicha como Samir
- Majdouline Idrissi como Myriam
- Mounir Margoum como Cassandra
- Farid Larbi como Reda

## Recepción de la crítica
La película tuvo mayormente críticas positivas, entre ellas; «Benyamina irrumpe en escena con un debut cinematográfico impactante, trepidante, que funciona como un thriller de gángsters y como 'buddy movie' femenina.»  dijo Catherine Bray de Variety. «Con un reparto perfecto, una historia de jóvenes adolescentes y sus consecuencias reales. (...) El feroz debut de Houda Benyamina es el complemento perfecto a 'Girlhood', de Céline Sciamma» dijo David Ehrlich de Indiewire. «Un emocionante thriller urbano con la espuma de 'joie de vivre' [la alegría de vivir]. (...) Puntuación: ★★★★ (sobre 5)» dijo Peter Bradshaw de The Guardian.

## Reconocimiento
- Premios Globo de oro

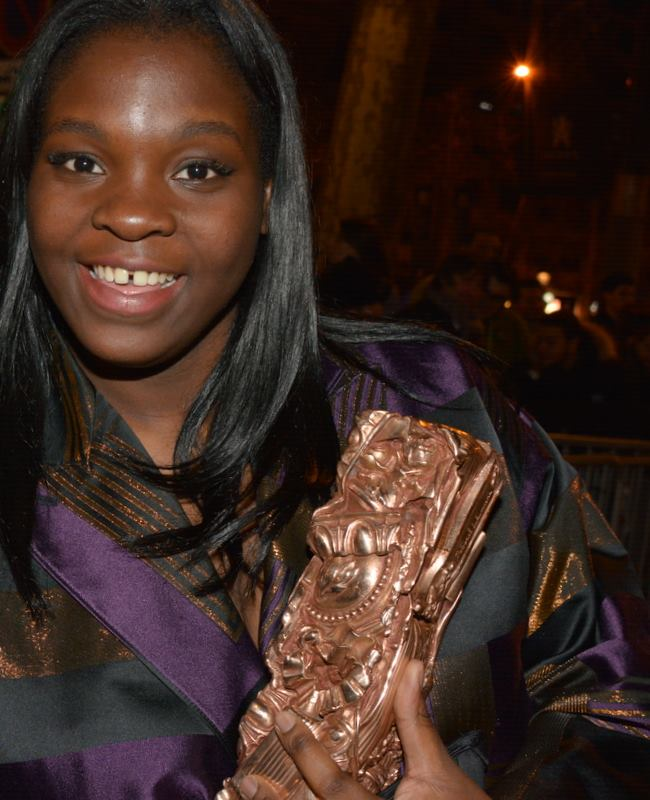
Déborah Lukumuena ganadora como Mejor Actriz Secundaria en los Premios César (2017) por su interpretación.

  - Mejor película de habla no inglesa (Nominada)
- AFI Fest
  - Nuevo autor a Houda Benyamina (Ganadora)
  - Mención especial a Oulaya Amamra  (Ganadora)
- Black Reel Awards
  - Mejor película extranjera (Nominada)
- Festival de Cannes
  - Cámara de oro a Houda Benyamina (Ganadora)
- Carthage Film Festival
  - Competición oficial a Oulaya Amamra y Déborah Lukumuena (Ganadoras)
- Globes de Cristal Awards
  - Mejor película (Nominada)
- Premios César
  - Mejor película (Nominada)
  - Mejor director a Houda Benyamina (Nominada)
  - Mejor actriz de reparto a Déborah Lukumuena (Ganadora)
  - Mejor montaje a Loïc Lallemand y Vincent Tricon (Nominados)
  - Mejor guion original a Romain Compingt, Houda Benyamina y Malik Rumeau (Nominados)
  - Mejor actriz revelación a Oulaya Amamra  (Ganadora)
- Premios Lumiere
  - Actriz revelación a Oulaya Amamra y Déborah Lukumuena (Ganadoras)